# Shawn Hendricks

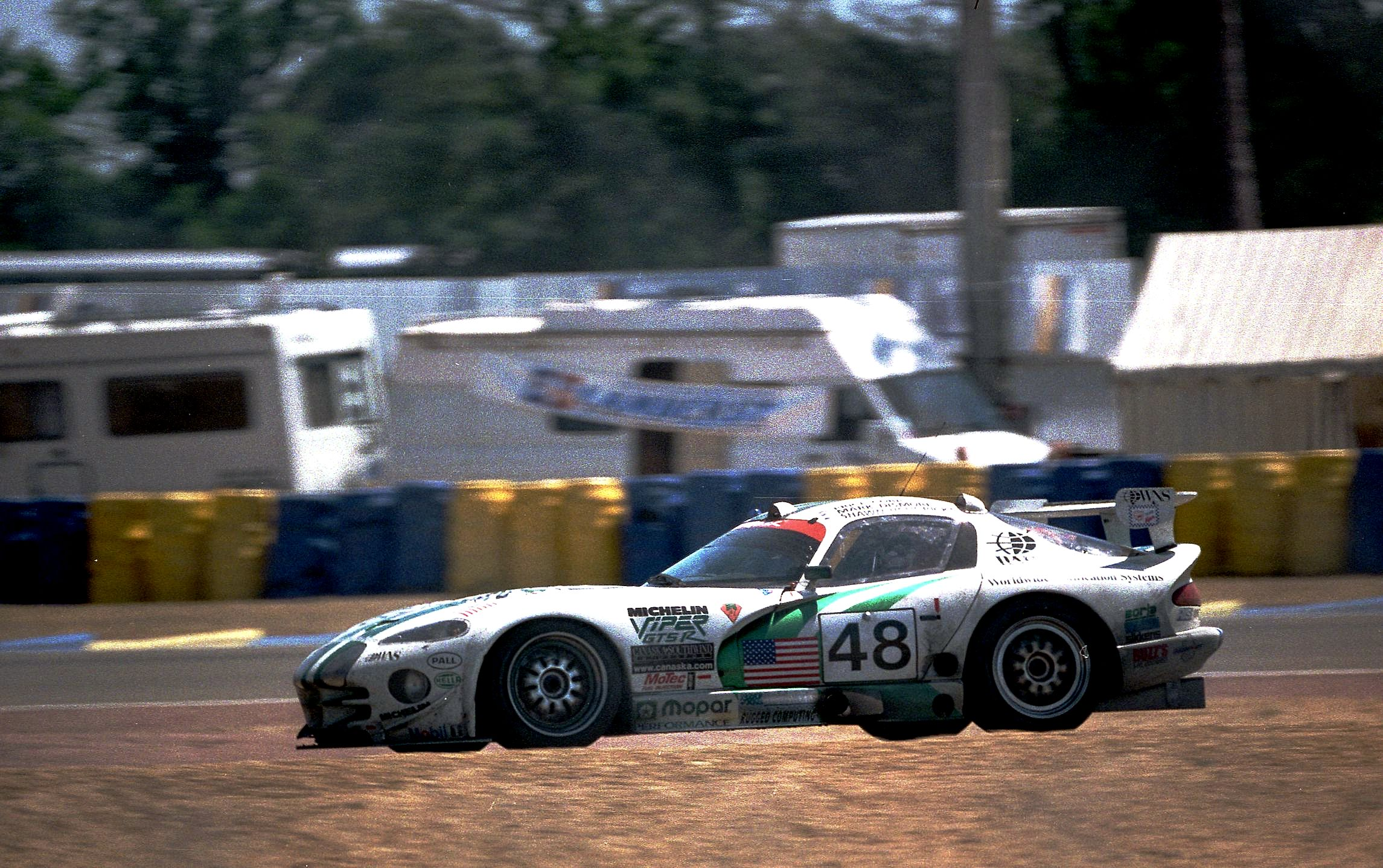
Der Chrysler Viper GTs-R mit dem Shawn Hendricks beim 24-Stunden-Rennen von Le Mans 1996 am Start war

Shawn Hendricks (* 18. August 1964 in Simpsonville) ist ein ehemaliger US-amerikanischer Autorennfahrer.

## Karriere als Rennfahrer
Shawn Hendricks war in den 1980er- und 1990er-Jahren im US-amerikanischen Sportwagensport aktiv. Seine größten Erfolge feierte er in der IMSA Supercar Championship. Nach einem zweiten Gesamtrang 1994 hinter David Donohue, gewann er 1995 die Meisterschafts-Gesamtwertung mit deutlichem Vorsprung auf Shane Lewis. Insgesamt erreichte er neun Rennsiege und acht zweite Plätze in dieser Serie. 
Hendricks war jeweils einmal beim 24-Stunden-Rennen von Le Mans und dem 12-Stunden-Rennen von Sebring am Start. In Sebring fuhr er 1995 einen Porsche 968 gemeinsam mit Lloyd Hawkins und David Murry an die 18. Stelle der Gesamtwertung. In Le Mans wurde er 1996 als Partner von Price Cobb und Mark Dismore Gesamtzehnter im Chrysler Viper GTS-R.

## Statistik

### Le-Mans-Ergebnisse
| Jahr | Team                         | Fahrzeug             | Teamkollege | Teamkollege  | Platzierung | Ausfallgrund |
| ---- | ---------------------------- | -------------------- | ----------- | ------------ | ----------- | ------------ |
| 1996 | Canaska Southwind Motorsport | Chrysler Viper GTS-R | Price Cobb  | Mark Dismore | Rang 10     |              |

### Sebring-Ergebnisse
| Jahr | Team          | Fahrzeug    | Teamkollege   | Teamkollege | Platzierung | Ausfallgrund |
| ---- | ------------- | ----------- | ------------- | ----------- | ----------- | ------------ |
| 1995 | Lloyd Hawkins | Porsche 968 | Lloyd Hawkins | David Murry | Rang 18     |              |